# Подкрепа (село)
Вижте пояснителната страница за други значения на Подкрепа.
Подкрепа е село в Южна България. То се намира в община Хасково, област Хасково.

## География
Селото се намира в близост до град Хасково (на около 10 км). През него преминава една от главните пътни артерии на страната (Е80), през която преминават пътуващите от Западна Европа за Гърция и Турция.

## Население
Численост
Численост на населението според преброяванията през годините:
| \| Година на преброяване \| Численост \| \| --------------------- \| --------- \| \| 1934 \| 541 \| \| 1946 \| 586 \| \| 1956 \| 539 \| \| 1965 \| 464 \| \| 1975 \| 380 \| \| 1985 \| 271 \| \| 1992 \| 212 \| \| 2001 \| 216 \| \| 2011 \| 250 \| \| 2021 \| 198 \| |           |
| Година на преброяване | Численост |
| 1934 | 541       |
| 1946 | 586       |
| 1956 | 539       |
| 1965 | 464       |
| 1975 | 380       |
| 1985 | 271       |
| 1992 | 212       |
| 2001 | 216       |
| 2011 | 250       |
| 2021 | 198       |

### Етнически състав
Преброяване на населението през 2011 г.
Численост и дял на етническите групи според преброяването на населението през 2011 г.:
|                     | Численост | Дял (в %) |
| Общо                | 250       | 100,00    |
| Българи             | 206       | 82,40     |
| Турци               |           |           |
| Цигани              | 35        | 14,00     |
| Други               | 0         | 0,00      |
| Не се самоопределят |           |           |
| Неотговорили        | 8         | 3,20      |

## Редовни събития
Така наречения селски събор се провежда всяка година на 2 август. В миналото се е празнувало с големи хора на мегдана на селото всички се мъчат да запазят традицията. Освен този празник в селото се почитат и всички други Християнски празници, тъй като населението е изцяло от български произход с малко примеси на ромско население (15-20 души). Любопитен факт е, че на Великден се събират почти всички младежи дори и тези, които не живеят там постоянно, за да обикалят църквата в полунощ. Техните по-възрастни предшественици са го правели и сегашната младеж също го практикува, въпреки че много голяма част от тях са ориентирани към града.